# 石毛里佳
石毛 里佳（いしげ りか、1982年 - ）は、日本の作曲家、編曲家。

## 人物・来歴
千葉県出身。銚子市立銚子高等学校卒業。東京藝術大学音楽学部作曲科卒業後、吹奏楽曲やアンサンブル曲を多数作曲、編曲し、楽譜が出版される。これまでに作曲を尾高惇忠、宮本良樹などに師事。吹奏楽作品の『Muta in concerto』が、2007年度下谷奨励賞を受賞。現在は吹奏楽、器楽曲音楽に加え、歌唱曲も作曲している。
その作品は全日本吹奏楽コンクールの自由曲として取り上げられることも多く、全国大会では2016年に『風伯の乱舞』が初めて演奏された(埼玉県・文教大学吹奏楽部、神奈川県・パストラーレシンフォニックバンド)。

## 主要作品

### 吹奏楽曲
- Muta in concerto(Solo Sax&Wind.orch.)（サキソフォン奏者・田村真寛への委嘱作品、第10回 21世紀の吹奏楽“響宴”入選、2007年度下谷奨励賞受賞）〈2004〉
- かけら幻想（東海大学付属高輪台高等学校吹奏楽部委嘱作品）〈2006〉
- おもちゃ箱から空の旅へ（航空自衛隊中部航空音楽隊委嘱作品）〈2007〉
- おもいのことのは〈2007〉
- イグニスの宴（新・アレグロ収録曲）〈2007〉
- Congratulation（愛知県・安城学園高等学校吹奏楽部学校創立95周年委嘱作品）
- Claps Gold（金管八重奏版を吹奏楽版へ編曲、第11回 21世紀吹奏楽“響宴”入選作品）〈2008〉
- メガ・スモールバンド（東海大学付属高輪台高等学校吹奏楽部委嘱作品）〈2008〉
- ファースト・タイム・オンリー〈2008〉
- イシュルーンの枝はまぼろしのように（東海大学付属高輪台高等学校吹奏楽部委嘱作品）〈2009〉
- スイ〈2009〉
- はてしない物語 上巻・下巻（千葉県立成田高等学校付属中学校音楽部 委嘱作品）〈2010〉
- イダム（東海大学付属高輪台高等学校吹奏楽部委嘱作品）〈2010〉
- ハピラテ（東海大学付属高輪台高等学校吹奏楽部委嘱作品）〈2012〉
- ワンス・アポン・ア・タイム（栃木県立石橋高等学校吹奏楽部委嘱、オリジナル作品）〈2012〉
- 冬の夏夢〈2012〉
- 風伯の乱舞（千葉県立幕張総合高等学校シンフォニックオーケストラ部委嘱作品）〈2012〉
- カシュカシュ（東海大学付属高輪台高等学校吹奏楽部委嘱作品）〈2013〉
- 藍（東海大学付属高輪台高等学校吹奏楽部委嘱作品）〈2014〉
- 月の砂波（東海大学付属高輪台高等学校吹奏楽部委嘱作品）〈2015〉
- いにしえの夕影に（千葉県立成田高等学校付属中学校音楽部委嘱作品）〈2015〉
- グリッター グリッター（東海大学付属高輪台高等学校吹奏楽部委嘱作品）〈2016〉
- パッチワーク・ヒルズ〈2016〉
- ガーデン・イーフラット〈2017〉
- 激突流星群（東海大学付属高輪台高等学校吹奏楽部委嘱作品）〈2017〉
- きらきら星変奏曲〈2017〉
- ローストチキン狂詩曲（東海大学付属高輪台高等学校吹奏楽部委嘱作品）〈2018〉
- ティーカップ大回転（東海大学付属高輪台高等学校吹奏楽部委嘱作品）
- スカイ（鹿島吹奏楽団委嘱作品）〈2019〉

### アンサンブル曲
- ウェントス　(クラリネット3重奏)
- ミニチュア・タウン　(クラリネット5重奏)
- ねがい　(クラリネット5重奏、8重奏)
- ラザルス祭　(クラリネット8重奏)
- ヤクラ　(クラリネット8重奏)
- 一双　(クラリネット8重奏)
- 碧い月の神話（フルート3重奏）
- ときおりの島(フルート3重奏)
- ブリンダーヴァン　(フルート6重奏)
- レタスのまど（サクソフォン3重奏）
- 海にまつわる三章　(サクソフォン4重奏)
- 幻舞曲　(サクソフォン4重奏)
- スパーキング!(サクソフォン4重奏)
- 長月絵巻（木管3重奏）
- アンティーク　(木管6重奏)
- アテンション・プリーズ　(木管6重奏)
- 奇妙なワルツ　(バリ・テューバ4重奏)
- ブラーノ・サンク　(金管8重奏)
- クラップス・ゴールド　(金管8重奏)
- クロス　(金管8重奏)
- 瞬過終倒　(金管8重奏)
- 夢幻　(打楽器3重奏)
- 花火　(打楽器5重奏、6重奏)
- プラズマ　(打楽器8重奏)

### アニメーション・ゲーム
- アニメ「薄桜鬼」キャラクターCD　幕末花風抄　山崎烝キャラクターイメージ曲「名残りの月」
- 「薄桜鬼 黎明録」キャラクターCD　幕末暁月抄　斎藤一キャラクターイメージ曲「一閃ノ業」

### テレビ
- NHKみんなのうた マユミーヌ「永遠のとびら」（2012年10～11月新曲）
- NHKおかあさんといっしょ 「かたっぽちゃんとかたっぽちゃん」(2018年10月 こんげつのうた)

### 企画商品
- 「ウルトラマン・オン・ブラス1, 2」
- 「トイズ・ジブリ」
- 「響け！ぼくらのメッセージソング」
- 「2012 ポップ・ヒット・マーチ ～フライングゲット～」
- 「2012 アニメ&キッズ・ヒット・マーチ ～ウィーゴー!～」
- 「うたって覚えよう!えいご＆にほんごMIX, アメリカ50州おぼえうた」「イッチ・ニー・サン!/ ITCH, KNEE, SUN!」他